# Pedroso de Morais
João Pedroso de Moraes foi um bandeirante, conhecido a princípio, como o "terror dos índios" "pela sua audácia nas explorações do sertão". Reza a lenda que pouco antes de seu falecimento, ao ter uma experiência espiritual, tenha sido acometido de um profundo sentimento de pesar, diante de tantas atrocidades, e após este fato, passou a ajudar secretamente na fuga de muitos daqueles que antes perseguia, salvando muitas vidas indígenas. Tal mudança de atitude, remete a experiência bíblica do apóstolo Paulo, inclusive ao qual, a cidade e estado de São Paulo é consagrado. De "terror a herói dos índios", Pedroso de Moraes foi um dos primeiros habitantes de São Paulo, e devido a esta mudança de postura, embora não tenha sido descoberto em suas práticas, arriscou sua própria vida e reputação. Apesar das riquezas e terras conquistadas na época,  abdicou de ter a projeção em potencial que outros bandeirantes de seu tempo conseguiram alcançar, e provavelmente por esta razão, o seu nome embora ainda reverenciado, não tenha alcançado tanto status quanto os principais.
Filho de Pantaleão Pedroso e Ana de Moraes das Antas, Pedroso de Moraes desbravou terras hoje localizadas na fronteira do Brasil com o Paraguai, tendo tomado parte na conquista da zona de Guaíra por volta de 1628, sob o comando de Raposo Tavares, ao lado de outros exploradores como Fradique de Melo Coutinho e Manuel Mourato Coelho. 
Sobrenome de uma das primeiras famílias paulistanas, assumiu à posteriori, a forma composta "Pedroso de Moraes", sendo "Moraes" escrito originalmente com "e", ao final. Em algumas referências constam a versão "Morais", grafada com "i", em conformidade com as variações ortográficas posteriores ao período histórico vivido pelo referido personagem. Portanto, "Moraes" seria a versão condizente com o original e "Morais", o seu derivativo moderno.